# Trakiszki
Trakiszki (litauisch Trakiškės) ist ein Dorf im Powiat Sejneński der Woiwodschaft Podlachien in Polen. Der Ort hat 92 Einwohner und gehört zur Landgemeinde Puńsk, die seit 2006 zweisprachig ist (Polnisch und Litauisch).

## Geographie
Der Ort liegt 23 Kilometer nordöstlich von Suwałki und drei Kilometer vor der Grenze zu Litauen.

## Geschichte
Von 1975 bis 1998 gehörten Ort und Gemeinde zur Woiwodschaft Suwałki.

## Baudenkmal
Der alte Bahnhof des Ortes wurde als Holzgebäude im Jahr 1896 errichtet, 1975 unter Denkmalschutz gestellt und mit der Nummer 634190 in die polnische Denkmalliste eingetragen.

## Verkehr
Der Ort ist Grenzbahnhof an der Bahnstrecke Białystok–Suwałki–Šeštokai–Kaunas. Die Strecke wird am Montag von einem, samstags und sonntags von je zwei Zugpaaren des Regionalverkehrs der „Przewozy Regionalne“ bedient (Stand: November 2018).
Die zunächst für 2021 vorgesehene Eröffnung einer schnellen Schienenfernverkehrsverbindung zwischen Warschau und Vilnius wird jetzt für Dezember 2026 angekündigt.

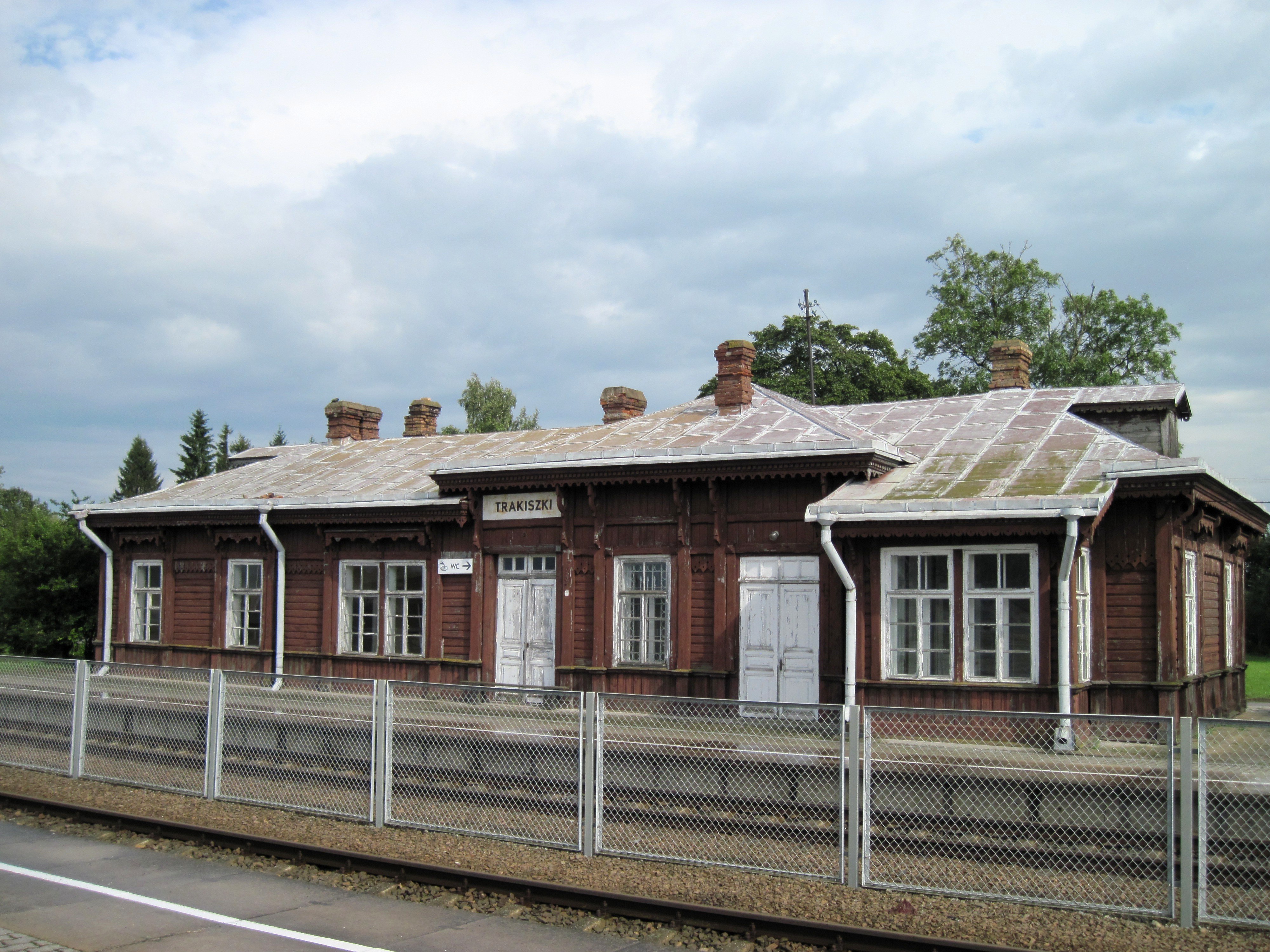
Bahnhofsgebäude von 1896
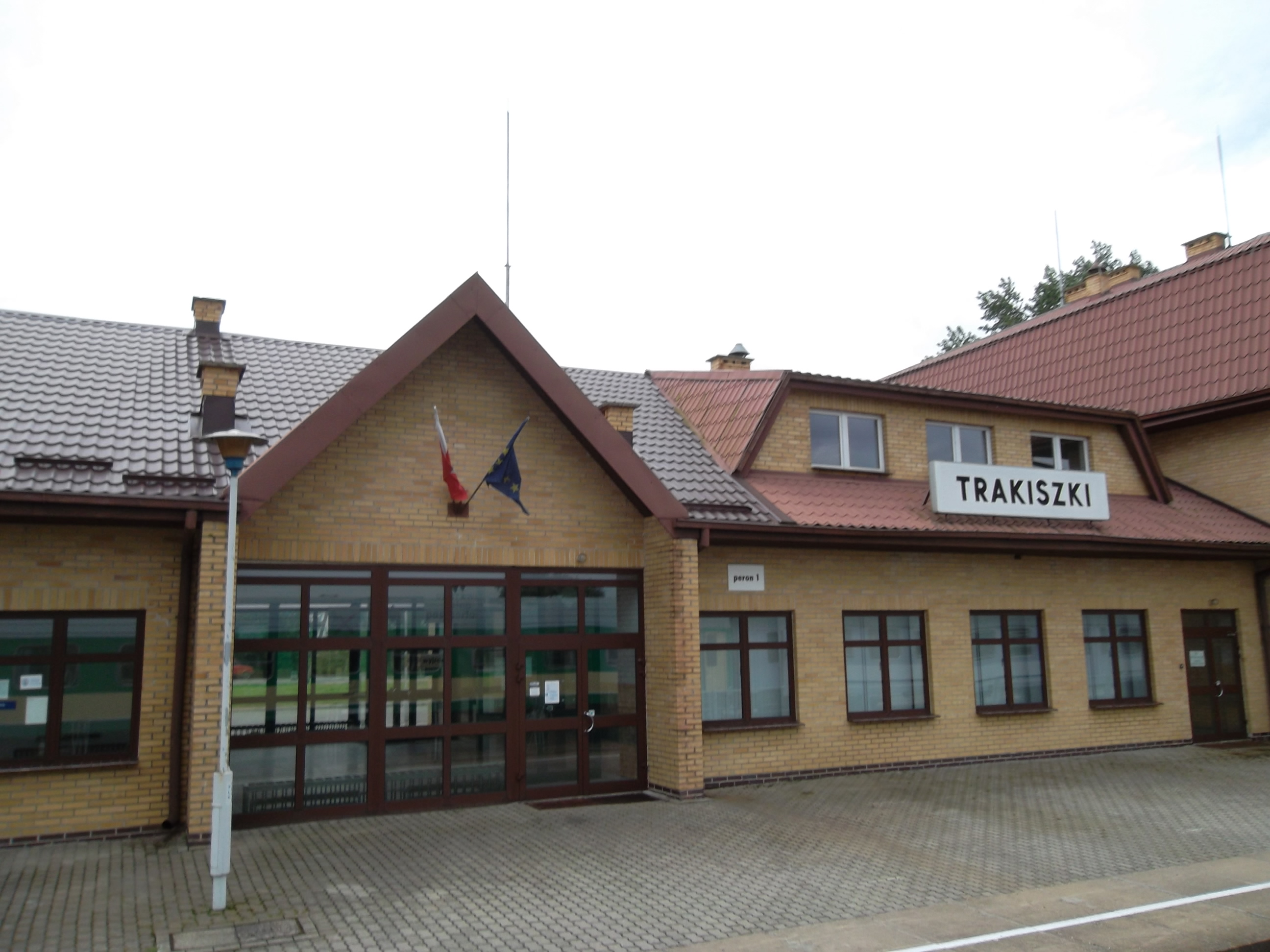
Moderner Grenzbahnhof